# IT業界離れ
IT業界離れ（アイティーぎょうかいばなれ） とは、労働者が新卒や中途採用において、就業先としてIT業界、すなわち情報処理産業を選択しなくなる、また情報処理産業からの離職が増加する傾向のことである。

## 韓国におけるIT業界離れ
大韓民国においては、毎日のように午前1-2時まで残業がある状況の上に、年収が3000万ウォンに満たない 労働環境や学歴と勤続年数から決まる時給に、人月をかける開発費算定方法、斬新なアプリケーションソフトウェアのアイデアを出しても全く見向きもされない風潮、経験年数が増えると時給が高くなるため、開発に携わることができなくなり、管理職に上がれなければ、IT業界に残ることができない など理由から、IT業界離れやIT技術者の海外流出が進行している。

## 日本におけるIT業界離れ
日本においては、労働環境が下記のような劣悪な状況であるため、IT業界離れが進行している。
労働集約型産業
日本のIT企業は、SIerと呼ばれる企業が大半を占めており、全てのSIerがITゼネコン（NTTデータ,NEC,富士通,日立製作所,東芝等,IBM,HP,DELL等）を頂点とした、建設業より酷い多重下請けによるピラミッド構造を形成している。
ITベンダーが、日本国政府や銀行のシステム開発案件を受注して計画を作成し、案件を分割して下請けのSIerに発注し、中間搾取を行うSIerで案件の更なる分割が行われた後に、末端のシステムエンジニアが実装作業が行われている。従って、システムインテグレーションと呼ばれる、顧客に完全オーダーメードのコンピュータシステムを開発する「御用聞きの受託開発」に偏っている。
オーダーメードの受託開発には、多くの人手を必要とするため、費用に占める人件費の割合は大きく、業務の規模やコストが人月計算と呼ばれる日数と必要人数の掛け算という単純な計算によって算出される。そのため、開発には単価の低い非熟練の若年労働者や派遣、下請けが使われ、膨大な予算獲得のため、新技術や省力化の意欲が削がれる。行政や企業経営陣はそれらを口実に、産業の成熟化・法整備・法執行を怠ってきた。
現状では、高卒や専門卒や文系卒が下流のSIerでプログラマやシステムエンジニアとして実装作業を務める一方で、各種専門知識や実装能力を持つ筈の情報系の理系大学卒・理系大学院卒の大半が、大手ITベンダーや上流側のSIerに入社して、マネジメント業務を行うという歪んだ構図が出来てしまっている。
日本では、1991年（平成3年）3月のバブル崩壊後には、あらゆる産業で労働市場が悪化し買い手市場となった。IT産業でも末端の労働者の労働環境の改善は、まともに顧みられて来なかった。

### 歴史
日本においては「電子立国」全盛期の1980年代の時点で既にコンピュータ技術者・ソフトウェア技術者の不足が懸念材料となっており、国際競争力を持つ技術者を大量養成するべくΣプロジェクトが企画されたが、事実上の失敗に終わった。
1990年代にはシステムのオープン化やネットワーク化が進展する情報革命が起き、あらゆる産業で業務のIT化が否応なく進むことになると予想され、これをシステム・インテグレーターやオペレーターとして支えることになるIT業界は極度の人材不足に陥るのではないかと考えられていた。
一方では、1990年代後半から2000年代初頭にかけて、バブル崩壊の後遺症で底無しの就職氷河期の時代に突入したことから、不況の長期化と少子化を見据えてとにかく学生の新卒就職先を確保し就職実績を伸ばしたい大学の就職指導担当部署が、インターネット接続環境普及の黎明期であったために不景気の中でも比較的求人が多かったIT企業からの求人を受け皿として集め、就職指導などにおいて就職口として熱心に勧める状況があった。
この時期、IT業界は急激に伸長し、情報処理産業はバブル崩壊後の不景気の渦中にあった日本経済を立ち直らせる新時代の花形産業として持て囃されることとなったが、実際のところ、これは上述の通り若年労働者や非正規雇用労働者を低賃金で、過酷な長時間労働と人海戦術によって、どうにか支えられていた一過性のITバブルに過ぎなかった。2000年における日本のソフトウェアの輸入額は輸出額の102倍 であるなど、往年のハイテク大国のイメージと裏腹に日本のIT業界の世界的影響力は皆無に等しい状態になっていた。海外から新たなIT製品が次々と流入してきているにもかかわらず、自分自身が苦労して開発したIT製品が限られた企業の内部で留まり、製品の認知度が上がることなく世界的には消えてしまうことも、IT従事者のやりがいを失わせる大きな要因となった。
IT業界には企業・人材・雇用など様々な面において消長盛衰が著しく不安定な一面がある。2000年代半ばになるとライブドア事件やニイウス コーの経営破綻などのITベンチャー企業・ITソリューション企業で粉飾決算や乱脈経営が露呈したり、ひとたび収益性が悪化すればコスト削減を名目に人材削減を安易に繰り広げるなど、経営陣の派手な言動や浪費とは裏腹のお粗末な企業経営の実態が次々と露見し、少なからぬ企業が経営破綻や撤退・事業譲渡などの形で消えていった。
また、末端従業員が置かれているデジタル土方や新3Kと揶揄されるほどに劣悪過酷で労働環境、長時間労働に代表される「人海戦術とデスマーチ」が横行し、一向に成熟できないIT業界の人材育成・人材運用のシステム、毎月の様に現れる新製品・新技術に追われ続ける末端スタッフの実情、末端従業員を次々と雇い入れては低賃金で使い潰していく搾取型のビジネスモデル、ITゼネコンとそれを支える下請けブラック企業といった、日本特有のIT業界の多重請負構造といった実態が、元従業員の証言や電子掲示板の情報などの形で数多く槍玉に挙げられ、報道や書籍でも取り上げられるなど、求職者や就職活動中の学生の側からも不安視される様になった。
これらの結果として、2000年代後半に一時的に景気が回復すると情報処理産業は不人気業種と化し、IT業界は新卒からは忌避され、同様に業界下層で働く若年層や壮年層の労働者も、せめてIT業界ほど不安定・過酷ではない他業種への転職を求めて続々と離職してゆく、「IT業界離れ」の様相が見られるようになった。

### 新卒におけるIT業界離れ
2000年（平成12年）のインターネット・バブル崩壊以降、IT企業への就職希望者は一貫して下がり続けている。また大学の情報系学部・学科や情報系専門学校の人気の低迷も続いている。2008年（平成20年）の調査では上位14%のトップ校以外は深刻である。2004年（平成16年）の調査では、コンピュータ科学を専攻する大学生は60パーセント以上減少している。2008年の調査でようやく下げ止まった。
2000年代半ば以降、IT業界のイメージの悪化がとどまるところを知らない。2007年（平成19年）10月30日に、情報処理推進機構（IPA）が開催した「IPAフォーラム2007」では「きつい、帰れない、給料が安い」の「3K」に加えて「規則が厳しい、休暇がとれない、化粧がのらない、結婚できない」の「7K」というイメージを大学生から持たれていると語られており、「ITコーディネータ」や「ITアーキテクト」などと言われたところで、その業務内容が曖昧ではっきりしないという不明瞭なイメージも抱かれており、IT業界に絶対就職したくない大学生もいる。なお、約4割の企業が若者のIT業界離れを実感している。

### 転職におけるIT業界離れ
IT産業から離れる現象は新卒だけではなく、転職市場でも起きている。IT業界で働く者の2人に1人がIT業界からの転職を希望している。また「消える人（退職者）が多い」という認識を持つ人が多い。
また育児や介護などをきっかけに、それらとの両立を目指し、長時間労働を当然とする風潮を嫌い、IT業界を離れるケースも出始めている。
2008年の情報処理推進機構による調査によると、IT業界の転職者は約半数（45.5%）が業界を離れている。転職先は商社・流通・小売業（17.2%）や建築・土木・不動産（10.6%）が上位である。ユーザー企業の社内システム部門への転職は少ない。また業界内の転職でも総務や人事などに職種転換する場合があり、結果として転職者の6割強がIT業務から離れてしまう。20歳代と30歳代の職種転換は4割前後、40歳代以上は5割を超える。一方、業界外からの転職は2割弱であり、流出が目立つ。
業界外への転職の理由は、給与（18.8%）と労働時間（11.9%）が上位である。職種はプログラマ（22.3%）と運用・サポート（10.7%）が多く、プログラマ35歳定年説との関連を指摘する意見もある。しかし、システムエンジニアが少ないわけではない（合計27.7%）。

### 人手不足による産業存亡の危機
2008年現在、IT産業は人手不足に陥りつつある。少子化による若年労働者の減少、団塊労働者の定年退職 と平行して、団塊ジュニア世代は「プログラマー定年説」でいわれる年齢の目安である35歳を超えつつある。一方、外国人労働者を多用したオフショア開発は、国家・言語・習慣・人材流動など様々な面でリスクを伴う 一面がある。これらも要因となり、IT産業は短中期的な将来像の構築も含めて難しい岐路に立たされており、最悪のケースとして、日本のIT業界は、近未来にIT産業が崩壊することを指摘している。

## 下請けSIerからの人材移動
2010年以降、楽天・サイバーエージェント・ミクシィ・DeNAなど、いわゆるウェブビジネスのITベンチャー企業が増えるにつれて、転職市場、新卒市場ともに下請けSIerからの人材移動がみられるようになった。
ウォーターフォール型からアジャイル開発への転換など、下請けからどのように自らがサービスや製品開発できるかが問われている。